# Golfe de Portland
Pour les articles homonymes, voir Portland.
Le golfe de Portland (Portland Inlet en anglais) est situé sur l'océan Pacifique, sur la côte de la Colombie-Britannique (Canada) à environ 55 km de Prince Rupert. Il s'étend sur 40 km de long et 13 km de large. Le canal Portland et la rivière Nass y débouchent.
George Vancouver l'avait nommé Brown Inlet en 1793 avant de lui donner le nom de William Cavendish-Bentinck, 3e duc de Portland.